# Im Banne des Dreieinigen Gottes
Im Banne des Dreieinigen Gottes, ursprünglich erschienen unter dem Titel Im Banne der Dreieinigkeit,  ist eine in den 1930er Jahren verfasste Schrift eines unbekannten Mönches des Kartäuserordens. Das Buch will dem Leser helfen, sich der Gnade der von Gott geschenkten Gotteskindschaft bewusst zu werden.

## Verfasser und Verbreitung
Die Schrift des Kartäusers, der entsprechend der Ordenskonvention anonym blieb, wurde in Deutsch erstmals 1933 durch den österreichischen Jesuiten Friedrich Kronseder unter dem Titel Im Banne der Dreieinigkeit herausgegeben;
1943 erschien in Brasilien eine portugiesische Ausgabe unter dem Titel No mistério do Deus uno e trino.
Trotz seiner spirituellen Tiefe und des teilweise schwierigen Stils erlebte das Büchlein acht Auflagen und wurde auch von Mitgliedern der Katholischen Jugendbewegung rezipiert. Kronseder bezeichnete den Verfasser als Kartäuserpater aus der Kartause La Valsainte in der Schweiz. 2006 erschien in Köln eine Neuauflage mit einem Vorwort von Klaus M. Becker.

### Vorwort
Becker empfiehlt dem Leser, dass die fast in Vergessenheit geratene Schrift mehr durchbetet als gelesen werden sollte. Er meint, dass in jedem Menschen eine Ahnung von einem Jenseits der sichtbaren und begreifbaren Welt sei und kommt zu dem Schluss, dass diese Ahnung zu einer Sehnsucht werden könnte, die das Herz des Menschen Ausschau halten lässt nach dem letzten Grund, dem höchsten Ziel seines menschlichen Daseins, denn, niemand hat sich selbst gemacht, und jeder Mensch weiß um sein Ende, er weiß sich also begrenzt auch dann, wenn er das Wissen um seine Grenzen verdrängen wollte.

## Überblick über den Inhalt

### Einleitung
Der Kartäusermönch weist in der Einleitung darauf hin, dass das Buch keine theologisch-dogmatische Abhandlung über das Geheimnis der Heiligen Trinität, das innere Leben Gottes, geben kann. Es soll auch nicht der Versuch sein, besondere Probleme des geistigen Lebens zu behandeln oder neue Lösungen zu finden. Es soll einfach wieder darauf zurückführen, dass jedes geschöpfliche Leben und das geistige Leben des Menschen im Göttlichen seinen Ursprung und sein Ziel haben. Der Zweck des Buches ist, dem Leser die Würde der Gotteskindschaft tiefer bewusst werden zu lassen.

### In Gott

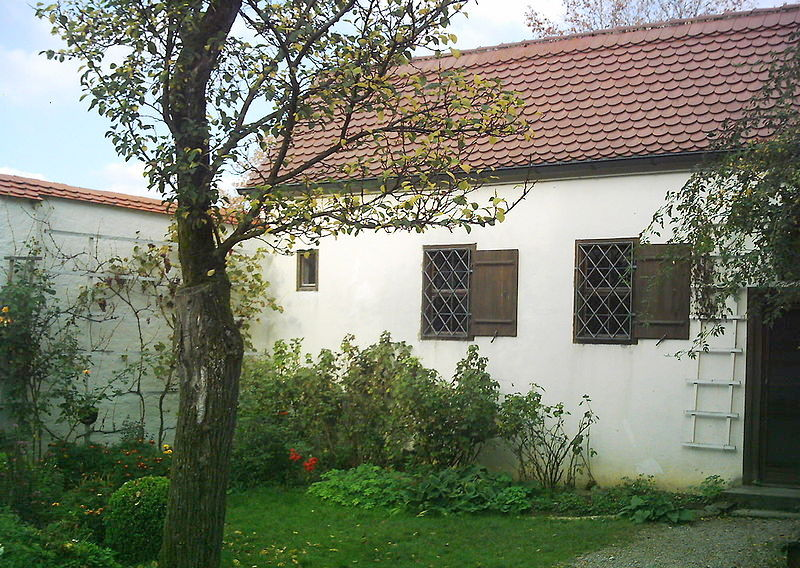
Garten einer Kartäuserzelle

Dem Versuch, Gott ins Diesseits mittels Bildern und Mythen zu zerren, begegnete das Alte Testament (Ex 20,4-5) mit einem Bilderverbot. Die Sehnsucht nach einem Antlitz Gottes aber blieb. Psalm 27 der Bibel drückt es so aus: Dein Angesicht Herr, will ich suchen. Verbirg dein Antlitz nicht vor mir, weise deinen Knecht im Zorn nicht ab. Dieser Psalmvers hat eine besondere Bedeutung für die monastische Spiritualität.
Gott offenbarte sich gegenüber Mose mit den Worten Ich bin, der Ich bin. Der Kartäusermönch definiert daher Gott in Übereinstimmung von biblischer Offenbarung und christlicher Theologie: Gott ist das aus sich und durch sich selbst bestehende Sein.
In der Vorstellung des Neuen Testamentes wohnt Gott in unzugänglichem Licht – lucem inhabitat inaccessibilem (1 Tim 6,16). Der eine Gott offenbart sich als Vater, der ohne Spaltung und Änderung in Natureinheit den Sohn zeugte. Vater und Sohn hauchen (spiratio passiva) den Heiligen Geist. Der Zeugende gibt dem Gezeugten seine eigene Natur und gießt ihm sein eigenes Leben ein. Die Menschen sind durch das Erlöserblut Christi zu Kindern Gottes geworden.
Der Kartäusermönch greift zur Erklärung der Heiligen Dreifaltigkeit auf ein bekanntes Gleichnis des Kirchenlehrers Augustinus zurück. Augustinus vergleicht Jesus mit der von der Sonne getränkten Luft, die in jeder Sekunde in unveränderlicher Erneuerung der Sonne ganzes Licht empfängt. Göttliche Ewigkeit, so folgert er weiter, ist somit unbewegliche statische ewige Gegenwart. Die göttliche Zeugung des Sohnes ist also eine immerwährende göttliche Tat, die nie unterbrochen wird und ohne Ende ist, wie das göttliche Sein selbst. Seiner Logik folgend sind die göttlichen Personen in sich ruhende Beziehungen in Gott.

### Der Heilige Geist
Die Person des Heiligen Geistes entspringt nach Sichtweise des Kartäusers als geistige Flamme aus der Begegnung des Vaters mit dem Sohn, als Glut unendlicher Liebe. Der Geist weist eine Ähnlichkeit mit dem Lebenshauch auf, der uns bewegt. Die Kirchenväter gaben dem Geist verschiedene Namen: Göttliches Feuer, geistige Salbung, lebendige Quelle, Seligkeit.

## Ausgaben
- Friedrich Kronseder (Hrsg.): Im Banne der Dreieinigkeit. Pustet, Regensburg 1935.
- Anonymus, Klaus Martin Becker (Vorwort, Hrsg.): Im Banne des Dreieinigen Gottes. Neuausgabe. Adamas Verlag, Köln 2006, ISBN 978-3-937626-06-2

## Rezensionen
- Bruno Schulz: Das Siegel der Dreifaltigkeit: Besprechungen zu dem Bändchen: Im Banne der Dreieinigkeit. o. O., 1934. (Sonderdruck aus der Zeitschrift Die Schildgenossen 1934, S. 91–95.)
- Otto Schöllig: Rezension zu 'Im Banne der Dreieinigkeit. In: Oberrheinisches Pastoralblatt 36 (1934), S. 230.